# Anaxágoras (rey de Argos)
En la mitología griega Anaxágoras (en griego: Αναξαγόρας) fue un rey de Argos, hijo de Megapentes  o bien de o Argeo, hijo de Megapentes.  Algunos dicen que Anaxágoras fue padre de Hipónoo, el padre de Capaneo,  y otros que Anaxágoras fue sucedido por su hijo Aléctor.
Como es fama el reino de los argivos fue dividido en tres partes. En efecto, en el reinado de Anaxágoras, hijo de Argeo, hijo de Megapentes, atacó la locura a las mujeres, que salían de sus casas y vagaban por el campo, hasta que Melampo, hijo de Amitaón, hizo cesar su enfermedad, a condición de que él mismo y su hermano Biante se repartieran por igual el reino con Anaxágoras.  La estirpe del país, los Anaxagóridas («hijos o descendientes de Anaxágoras»), son los que más reinaron. En efecto, Ifis, hijo de Aléctor, hijo de Anaxágoras, dejó el reino a Esténelo. Habiendo muerto Cianipo sin hijos, Cilárabes, hijo de Esténelo, heredó él solo el reino.
| Predecesor: Argeo | Reyes de Argos | Sucesor: Aléctor, Melampo y Bias |